# Nikola

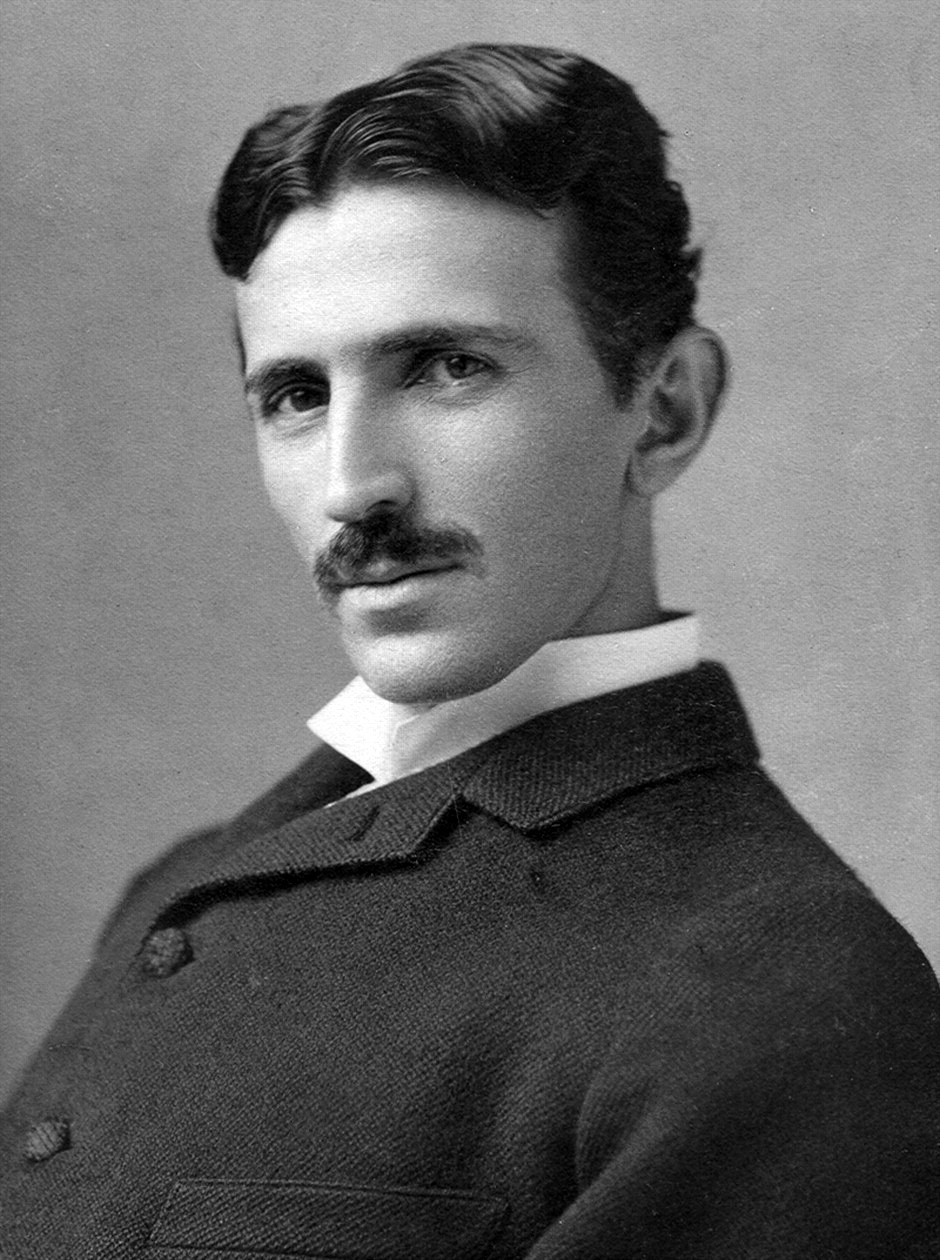
Nikola Tesla cirka 1890.

Nikola (Никола, Νικόλα) är ett egennamn och mansnamn, som är ett serbiskt namn bildat av de grekiska orden Nike (Νικό) ’seger’ och laos (λαος) ’folk’, vilket betyder "folket segrar". I Italien skrivs namnet Nicola.
I Tyskland, Tjeckien och Slovakien används namnet som kvinnonamn. På engelska används Nicola som kvinnonamn.
Under arbetsinvandringen på 70-talet blev namnet vanligare i Sverige.

## Personer med namnet
- Nikola I av Montenegro, furste av Furstendömet Montenegro och kung av Kungariket Montenegro
- Nikola Tesla, Serbisk uppfinnare
- Nikola Sarcevic, sångare i punkbandet Millencolin
- Nikola Karabatić, fransk handbollsspelare
- Nikola Djurdjic, serbisk fotbollsspelare